# مايك سوليفان (مدير فني)
مايك سوليفان (بالإنجليزية: Mike Sullivan)‏ هو مدير فني أمريكي، ولد في 28 يناير 1967 في سانتا ماريا في الولايات المتحدة.